# María Tadea Verdejo y Durán
María Tadea Verdejo y Durán (Cascante, 1830-Zaragoza, 1854), también conocida por su seudónimo Corina, fue una poeta romántica y editora española del siglo XIX. Fundó y dirigió el semanario La Mujer.

## Trayectoria vital y literaria
Nació en Cascante, Navarra, en 1830. Su madre fue Águeda Durán y su padre el brigadier de ingenieros Nicolás Verdejo. Estudió en el Colegio de Nuestra Señora de la Pureza de Mallorca.

### Dramaturga y poeta
Está considerada perteneciente a la Primera Generación de escritoras del siglo XIX, junto a Concepción Arenal, Robustiana Armiño, Rosa Butler y Mendieta, Dolores Cabrera y Heredia, Manuela Cambronero, Carolina Coronado, Amalia Fenollosa, Vicenta García Miranda, Gertrudis Gómez de Avellaneda, Ángela Grassi, Rogelia León, Enriqueta Lozano de Vílchez y María Josefa Massanés. Firmó todas sus obras con el seudónimo de Corina.
Publicó en Zaragoza en 1852 una obra en verso tituladas Oda a Su Majestad la reina doña Isabel II y Ecos del corazón en 1853. También escribió el drama histórico Catalina Cornaro, pero las revueltas de febrero de 1852 impidieron la puesta en escena de dicha obra. Su padre falleció en esas fechas. En 1854 se trasladó a Madrid con su madre y dos hermanas. Pero al fallecer su madre, volvió a Zaragoza.
Publicó en Madrid en 1854 La estrella de la niñez, prologado por Gertrudis Gómez de Avellaneda. En él abogó por la educación femenina para que la mujer se prepare para la lucha cotidiana contra las trampas de las pasiones y de los infortunios. Se las debía educar para que eduquen a sus hijos y realicen sus deberes como madres ya que atribuía la mayoría de los vicios y crímenes de la sociedad a la falta de educación de la mujer.

### Semanario:La Mujer
Fundó en Madrid el semanario La Mujer, "periódico escrito por una sociedad de señoras y dedicado a su sexo", como figuraba bajo el título, y lo dirigió desde agosto de 1851 hasta octubre de 1852. En dicho semanario se inició durante varias semanas una campaña contra la prostitución en la que se incluía la fundación de un centro para mujeres sin recursos. Dicha revista contaba como redactoras habituales a Verdejo y Durán, Ángela Grassi y Rogelia León; como colaboradoras Rosa Butler, Josefa Moreno Nartos, Venancia López y Robustiana Armiño entre otras. Los artículos que se referían a la moral, la educación y al trabajo eran editoriales sin título ni firma en la primera página de cada número. Además había poesías, leyendas, historias y novelas por entregas. Defendían el derecho de la mujer al trabajo pese a la hostilidad de los hombres y también su capacidad para gobernar.
En 1854, víctima de un ataque fulminante de cólera, murió en Zaragoza, cuando apenas contaba veinticuatro años de edad. Tras su muerte, en 1855, se publicó la obra Biografía de la distinguida poetisa María Tadea Verdejo Durán en Zaragoza por Antonio Gallifa.
A su muerte Gómez de Avellaneda escribió un artículo titulado Dos palabras en recuerdo de la autora de los anteriores versos que fue recogido bajo la denominación de «Leyendas» en sus Obras completas de 1871.